# Günther Abicht
Günther Abicht (* 14. August 1911 in Striegau; † 13. März 1968) war ein deutscher Ministerialbeamter.

## Leben und Tätigkeit
Abicht trat zum 1. Mai 1933 der NSDAP bei (Mitgliedsnummer 2.031.491). Er trat 1935 in den preußischen Verwaltungsdienst ein und war bis 1945 Beamter im Oberpräsidium Breslau. 1937 promovierte er an der Universität Breslau zum Dr. jur. Das Thema seiner rechts- und staatswissenschaftlichen Dissertation lautete Der Aufgabenkreis der Sparkassenaufsichtsbehörden in Preußen. Die verwaltungsrechtlichen Grundlagen, die Grenzen und erschien im sächsischen Königsbrück in Druck.
Nach Beginn des Zweiten Weltkrieges 1939 wurde Abicht zur Wehrmacht einberufen und geriet gegen Kriegsende in Gefangenschaft, aus der er erst 1946 entlassen wurde. Nach zwei Jahren Dienst als Land- und Waldarbeiter wurde er 1948 Bürovorsteher in Borstel im Landkreis Harburg. Im darauffolgenden Jahr erfolgte seine Ernennung zum Vorsitzenden der Schlichtungsstelle für Wohnungssachen im Landkreis Harburg. Noch im selben Jahr wechselte er an das Landesverwaltungsgericht Braunschweig und 1952 an das Bundesministerium für Vertriebene, Flüchtlinge und Kriegsgeschädigte. Von 1955 bis 1960 war Günther Abicht im Bundeskanzleramt in Bonn Referatsleiter. Danach ging er an das Bundesministerium für Vertriebene, Flüchtlinge und Kriegsgeschädigte zurück, wo er bis 1964 die Zentralabteilung (I) und bis 1968 die Abteilung II (Wirtschaftliche Eingliederung, Suchdienste, Genfer Flüchtlingskonvention, Wohnungswesen, Sozialwesen) leitete. In dieser Funktion starb er 1968 im Alter von 57 Jahren. Zu diesem Zeitpunkt war er Ministerialdirigent.

## Schriften (Auswahl)
- Der Aufgabenkreis der Sparkassenaufsichtsbehörden in Preußen. Die verwaltungsrechtlichen Grundlagen, die Grenzen. Königsbrück i. Sa. 1937.